# Glassjaw
Glassjaw — пост-хардкор-группа из Нью-Йорка, образованная вокалистом Дэрилом Паламбо и гитаристом Джастином Беком в 1993 году. Группа считается одной из движущих сил, послуживших развитию андеграундной музыки на востоке США. Glassjaw известна своими живыми шоу и частыми сменами состава. Несмотря на то, что группа была образована в 1993 году, первый студийный альбом им удалось выпустить лишь в 2000 году. В настоящее время состав группы таков: Дэрил Паламбо (вокал), Джастин Бек (гитара) и Чад Хэсти (ударные).

## История

### Ранние годы (1993—1998)
Группа появилась летом 1993 года после встречи Дэрила и Джастина. Первый концерт состоялся в Oceanside, NY. Бек также играл в то время с группой Sons of Abraham, а Паламбо в другой группе XbustedX. Состав группы постоянно менялся, пока они играли в местной Нью-Йоркской сцене. Джастин Бек сначала играл на барабанах, затем играл на бас-гитаре, когда Ариел Тэлфорд покинул группу в 1998 году, далее переключился на гитару во время ухода Криса Болдуина и появления Мануэля Карреро в 1999 году.
В 1997 году группа записала EP Kiss Kiss Bang Bang, который был выпущен лейблом 2 Cents a Pop (в 2001 переиздан группой самостоятельно). Состав группы на тот момент: Паламбо, Бек, Уайнсток, Тэлфорд и Болдуин. «Star Above My Bed» из этого EP до сих пор звучит на концертах Glassjaw. В 90-е годы Glassjaw записали множество демо, в том числе и с известным на нью-йоркской хардкор-сцене продюсером Доном Фьюри (Quicksand).

### Everything You Ever Wanted to Know About Silence(1999—2000)
В 1999 году Glassjaw заняли студию в Малибу с продюсером Россом Робинсоном (At the Drive-In, Korn, Limp Bizkit, Slipknot) и записали свой дебютный альбом Everything You Ever Wanted to Know About Silence, который был выпущен в 2000 году на лейбле Roadrunner Records. Следующий год группа провела в турах по США и Европе. В 2001 году недовольные отсутствием поддержки со стороны лейбла участники группы разрывают отношения с Roadrunner и на средства Робинсона начинают запись второго альбома.

### Worship and Tribute(2001—2003)
Второй альбом группы получил название Worship and Tribute и был издан Warner Bros. Records. Альбом вышел более сдержанным, разноплановым и «взрослым». Группа написала весь материал в течение одного периода времени (в отличие от EYEWTKAS, в который вошли песни, написанные группой на протяжении нескольких лет). Из Glassjaw ушел басист Мануэль Карреро, и Джастин Бек записал для альбома басовые партии. Барабанщика Ларри Гормана Росс Робинсон счел недостаточно опытным для записи собственно барабанов (Робинсон принципиально не записывает музыкантов с цифровым метрономом), но зато оценил его вокальные данные, в результате чего барабанные партии, написанные Горманом, были сыграны Шэнноном Ларкином  из Godsmack, а сам Ларри записал для альбома бэк-вокал.
2002-й и большая часть 2003 года снова прошли в бесконечных турах, которые нередко приходилось отменять из-за проблем со здоровьем вокалиста Дэрила Паламбо (он страдает неизлечимой болезнью Крона), и в конце 2003 года Glassjaw берут творческий отпуск. Паламбо собрал новую группу Head Automatica, играющую нью-вейв и пауэр-поп, а Бек занялся своим интернет-магазином MerchDirect.

### Забвение и возрождение (2004—2008)
Осенью 2004 года из группы ушли (фактически: были уволены Беком) Уайнсток, Горман и басист Дэйв Аллен, и будущее Glassjaw для многих поклонников оказалось под вопросом.
Летом 2005 года Glassjaw дают два концерта в новом составе: в группу возвращаются басист Карреро и барабанщик Дьюрайджа Лэнг. От тура с The Used пришлось отказаться, когда у Паламбо вновь ухудшилось самочувствие.
В октябре 2005 года Glassjaw выпустили EP из песен, не вошедших во второй альбом Worship and Tribute, под названием El Mark.
В июле 2006 года в журнале Alternative Press Паламбо утверждал, что Glassjaw были в процессе написания нового материала для следующего альбома, который он хотел выпустить в 2007 году.
В декабре 2006 года Glassjaw вновь начали давать концерты, выступая на разогреве у Deftones и Hatebreed, а также отправились в собственный «Fucking Tour» в качестве хедлайнеров.
Glassjaw были хедлайнерами в 2007 году на Saints and Sinners festival, Asbury Park Convention Hall в Asbury Park, Нью-Джерси, вместе с Against Me!.
В 2008 году вышел альбом «анонимной супергруппы» United Nations, для которого Паламбо записал гитарные партии. Также в состав группы входят вокалист Thursday Джефф Рикли и барабанщик Converge Бен Коллер. В 2010 году United Nations выпускают EP Never Mind the Bombings, Here’s Your Six Figures, в записи которого Паламбо уже не участвовал. Группа играет в стилях скримо, power-violence и пост-хардкор.

### Our Color Green и Coloring Book (2008 — настоящее время)
В 2010 году группа продолжала давать концерты, и наконец-то последовали новые релизы. В течение 2010 года Glassjaw выпустили ограниченным тиражом 5 синглов на виниле. Эти песни в итоге попали на EP Our Color Green (The Singles), которая вышла 1 января 2011 в интернете. Группа разорвала контракт с Warner Bros. и выпускает новый материал самостоятельно.
13 февраля 2011 года Glassjaw выпустили EP — Coloring Book с шестью новыми песнями. Новые эксперименты со звуком были хорошо встречены фанатами и музыкальными критиками. В 2011 году группа снова дала большой тур, а завершила его выступлениями на известных фестивалях в Рединге и Лидсе.

## Члены группы

### Текущие
- Дэрил Паламбо — вокал (1993 — по настоящее время)
- Джастин Бек — барабаны, перкуссия (1993—1998), бас (1998—1999), гитара (1999 — по настоящее время)
- Чад Хэсти — барабаны, перкуссия (2015 — по настоящее время)

### Бывшие участники
- Дейв Бучта — бас (1993—1994)
- Ник Юлико — гитара (1993—1996)
- Крис Болдуин — гитара (1995—1998)
- Ариэль Телфорд — гитара (1995—1998)
- Сэмми Сиглер — барабаны, перкуссия (1999—2000)
- Ларри Горман — барабаны, перкуссия (2000—2004)
- Дейв Аллен — бас (2002—2004)
- Тодд Уэйнсток — гитара (1996—2004)
- Дьюрайджа Лэнг — барабаны, перкуссия (1998—1999, 2004—2015)
- Мануэль Карреро — бас (1999—2000, 2004—2015)
- Трэвис Сайкс — бас (2015—2018)

### Сессионные музыканты
- Шеннон Ларкин — ударные, перкуссия (2001)

## Дискография

### Альбомы
- Everything You Ever Wanted to Know About Silence (2000)
- Worship and Tribute (2002)
- Material Control (2017)

### EP
- Kiss Kiss Bang Bang (1997, переиздание 2001)
- El Mark (2005)
- Our Color Green (The Singles) (2011)
- Coloring Book (2011)

### Синглы
| Год  | Песня                                    | Альбом / EP                                      |
| ---- | ---------------------------------------- | ------------------------------------------------ |
| 2000 | «Pretty Lush»                            | Everything You Ever Wanted to Know About Silence |
| 2000 | «Ry Ry’s Song»                           | Everything You Ever Wanted to Know About Silence |
| 2002 | «Cosmopolitan Bloodloss»                 | Worship and Tribute                              |
| 2003 | «Ape Dos Mil»                            | Worship and Tribute                              |
| 2010 | «All Good Junkies Go to Heaven»          | Our Color Green (The Singles)                    |
| 2010 | «Jesus Glue»                             | Our Color Green (The Singles)                    |
| 2010 | «Natural Born Farmer»                    | Our Color Green (The Singles)                    |
| 2010 | «Stars»                                  | Our Color Green (The Singles)                    |
| 2010 | «You Think You’re (John Fucking Lennon)» | Our Color Green (The Singles)                    |
| 2015 | «New White Extremity»                    | Material Control                                 |
| 2017 | «Shira»                                  | Material Control                                 |

### Демозаписи
- Untitled (1994)
- Our Color Green in 6/8 Time (1995)
- The Impossible Shot (1996)
- Split with Motive (1996)
- Monster Zero (1998)
- The Don Fury Sessions (1999)

## Видеография
- «Siberian Kiss» из альбома Everything You Ever Wanted to Know About Silence (2000). Режиссёр — Steve Pedulla.
- «Pretty Lush» из альбома Everything You Ever Wanted to Know About Silence (2000). Режиссёр — Steve Pedulla.
- «Cosmopolitan Bloodloss» из альбома Worship and Tribute (2002). Режиссёр — Patrick Hoelk.
- «Ape Dos Mil» из альбома Worship and Tribute (2002).
- «Tip Your Bartender» из альбома Worship and Tribute (2002).
- «My Conscience Weighs a Ton» из альбома Material Control (2018)
- «shira» из альбома Material Control (2018)